# Попов, Владимир Михайлович (партийный деятель)
Владимир Михайлович Попов — советский хозяйственный и политический деятель.

## Биография
Родился в 1928 году в деревне Погост-Григорово. Член КПСС.
Окончил Сольвычегодское педагогическое училище, Сокольский техникум, Ленинградскую высшую партийную школу при ЦК КПСС.

В 1946—1958 гг. — учитель Песчанской семилетней школы, военнослужащий Советской Армии, заведующий Сольвычегодским районным отделом культуры, заведующий оргинструкторским отделом Сольвычегодского райкома КПСС.
В 1958—1962 гг. — начальник отдела кадров и руководитель первого отдела Котласского целлюлозно-бумажного комбината.
В 1962—1972 гг. — секретарь парткома Котласского ЦБК.
В 1972—1988 гг. — первый секретарь Котласского горкома КПСС.
Делегат XXIV съезда КПСС.
Умер в 1990 году в Котласе.
В 2004 году установлена мемориальная доска на доме, где жил Попов.
Почётный гражданин города Котласа (посмертно, 2022).

## Награды
- Орден Трудового Красного Знамени (9171, 1974)
- Орден Дружбы народов (1982)

- Орден Знак Почёта (1966)